# Liste der Kulturgüter in Evilard
Die Liste der Kulturgüter in Evilard enthält alle Objekte in der Gemeinde Evilard im Kanton Bern, die gemäss der Haager Konvention zum Schutz von Kulturgut bei bewaffneten Konflikten, dem Bundesgesetz vom 20. Juni 2014 über den Schutz der Kulturgüter bei bewaffneten Konflikten sowie der Verordnung vom 29. Oktober 2014 über den Schutz der Kulturgüter bei bewaffneten Konflikten unter Schutz stehen.
Objekte der Kategorie A sind im Gemeindegebiet nicht ausgewiesen, Objekte der Kategorie B sind vollständig in der Liste enthalten, Objekte der Kategorie C fehlen zurzeit (Stand: 12. Februar 2024). Unter übrige Baudenkmäler sind geschützte Objekte zu finden, die im Bauinventar des Kantons Bern als «schützenswert» verzeichnet sind.

## Kulturgüter
| Foto |                 | Objekt                                                                          | Kat. | Typ | Standort                                       | Beschreibung |
| ---- | --------------- | ------------------------------------------------------------------------------- | ---- | --- | ---------------------------------------------- | --- |
| BW   | Datei hochladen | Nebenbauten der Haute école fédérale de Sport de Macolin (HESFM) KGS-Nr.: 10625 | B    | G   | Alpenstrasse 16–21, 23, 25 u.a 582797 / 220945 | 1954 errichtete Unterkunftshäuser – Brasilianerhaus und Schweizerhaus – des Schweizerischen Landesverbandes für Sport (SLS) |

## Übrige Baudenkmäler
Hinweis: Anstelle der KGS-Nummer wird als Objekt-Identifikator (ID) die Grundstücksnummer verwendet.
| ID   | Foto |                 | Objekt                                                            | Typ | Standort                                       | Beschreibung |
| ---- | ---- | --------------- | ----------------------------------------------------------------- | --- | ---------------------------------------------- | ------------ |
| 13   | BW   | Datei hochladen | Schwimmbad der ESSM (1948/49)                                     | G   | Promenadenweg 33 582874 / 221538               |              |
| 17   | BW   | Datei hochladen | Bauernhaus (1802)                                                 | G   | Burgerweg 36 583147 / 221355                   |              |
| 133  | BW   | Datei hochladen | Villenartiges Dreifamilienwohnhaus (um 1898)                      | G   | Route Principale 61 584411 / 222063            |              |
| 167  | BW   | Datei hochladen | Ehemaliges Bauernhaus (1627)                                      | G   | Chemin de la Baume 1 584825 / 222080           |              |
| 196  | BW   | Datei hochladen | Bauernhaus (1803)                                                 | G   | Burgerweg 32 583187 / 221418                   |              |
| 226  | BW   | Datei hochladen | Zentraler Brunnen (1. Hälfte 19. Jh.)                             | K   | Route Principale N.N.1 584836 / 222096         |              |
| 227  | BW   | Datei hochladen | Schulhausbrunnen und Zisterne (1866)                              | K   | Route Principale N.N.2 584777 / 222099         |              |
| 228  | BW   | Datei hochladen | Schulhaus (um 1850)                                               | G   | Route Principale 44 584791 / 222102            |              |
| 246  | BW   | Datei hochladen | Villa (1897)                                                      | G   | Chemin de la Petite Fin 5 584684 / 221958      |              |
| 274  | ja   | Datei hochladen | Ehemaliges Kinder-Sanatorium Maison Blanche (1913/14)             | G   | Chemin de la Maison-Blanche 35 584256 / 221564 |              |
| 282  | BW   | Datei hochladen | Fontaine du Tilleul (18./19. Jh.)                                 | K   | Chemin des Ages N.N. 584902 / 222176           |              |
| 329  | BW   | Datei hochladen | Bauernhaus (1856)                                                 | G   | Chemin de la Baume 5 584827 / 222056           |              |
| 359  | BW   | Datei hochladen | Villa Germaine (1898)                                             | G   | Chemin des Ages 8 584981 / 222301              |              |
| 362  | BW   | Datei hochladen | Ehemaliges Bauernhaus (um 1795)                                   | G   | Hauptstrasse 224 583255 / 221199               |              |
| 391  | BW   | Datei hochladen | Ehemaliges Zweifamilienwohnhaus (um 1893)                         | G   | Chemin de la Petite Fin 7 584664 / 221941      |              |
| 429  | ja   | Datei hochladen | Sporthalle der Eidgenössischen Sportschule Magglingen (1946–1948) | G   | End der Welt-Strasse 1 582469 / 220725         |              |
| 435  | BW   | Datei hochladen | Villa Felsenburg (um 1900)                                        | G   | Route Principale 29 584913 / 222122            |              |
| 513  | ja   | Datei hochladen | Ehemaliges Bauernhaus (17. Jh.)                                   | G   | Route Principale 40 584811 / 222113            |              |
| 584  | BW   | Datei hochladen | Wohnhaus mit Atelier (1924)                                       | G   | Chemin du Crêt 19 584899 / 222406              |              |
| 592  | BW   | Datei hochladen | Wohnhaus (1929)                                                   | G   | Chemin des Ages 10 584997 / 222321             |              |
| 690  | BW   | Datei hochladen | Katholische und anglikanische Kapelle (1899)                      | G   | Alpenstrasse 1 582846 / 220911                 |              |
| 721  | BW   | Datei hochladen | Wohnhaus (1949/50)                                                | G   | Studmattenweg 28 581939 / 220876               |              |
| 1441 | BW   | Datei hochladen | Erweiterungsbau des Kinder-Sanatoriums Maison Blanche (1933/34)   | G   | Chemin de la Maison-Blanche 33 584275 / 221614 |              |